# Anne Plantagenet
Pour les articles homonymes, voir Plantagenet.
Anne Plantagenet, née à Joigny (Yonne) en 1972, est une autrice d'origine pied-noir espagnole et italienne. Elle est également une traductrice littéraire de l'espagnol.

## Biographie

### Enfance et formation
Anne Plantagenet nait en 1972. Elle voit le jour en Bourgogne puis passe son enfance en Champagne. Elle est descendante de pieds-noirs espagnols par son père et de maçons italiens par sa mère,.
Elle obtient une licence de lettres à Dijon, puis une maîtrise et un DEA de littérature comparée à la Sorbonne. 

### Carrière

#### Écriture
Anne Plantagenet est l’autrice de romans, de biographies et de nouvelles. Son premier roman est publié en 1998.
En 2011 parait Nation Pigalle aux éditions Stock.
En 2014, elle publie Trois jours à Oran (éditions Stock) dans lequel elle met en mots l'histoire de sa famille paternelle, des pieds-noirs espagnols. Le livre raconte un bref voyage à Oran qu'elle a fait avec son père, né en Algérie et rapatrié à la suite de la guerre d’indépendance.
En 2015 parait un recueil de nouvelles, La Vraie Parisienne. Elle y raconte l'histoire de femmes contemporaines qui doutent d'elles-mêmes.  
En 2016, elle publie Appelez-moi Lorca Horowitz. Le roman évoque un fait divers espagnol largement médiatisé dans les années 2000. Il raconte l'histoire d'une modeste comptable qui vient peu à peu s'immiscer dans la vie d'un couple d'architectes de Séville, Eduardo et Rocio Perales, en séduisant le premier, en imitant la seconde et en détournant des sommes importantes de leur cabinet.
Après Trois jours à Oran, elle poursuit la rédaction de ses origines familiales à travers un nouveau récit autobiographique paru en 2019 : D'origine italienne.
En 2021, elle publie L'unique, la biographie de la comédienne Maria Casarès.
En 2024 parait Disparition inquiétante d'une femme de 56 ans, consacré à Letizia Storti, ancienne conductrice de ligne de l'entreprise pharmaceutique UPSA, ancienne représentante syndicale F.O., portée disparue à Marseille où elle était en convalescence, après une tentative de suicide en janvier 2021, sur son lieu de travail, et retrouvée morte dans un fossé,. Elle décide d'écrire ce récit documentaire quelques années après sa rencontre avec Letizia Storti sur le tournage du film de Stéphane Brizé, En guerre, dans lequel elle est figurante et joue son propre rôle. 

#### Traduction
Anne Plantagenet traduit son premier roman de l'espagnol en 1994. Elle devient ainsi traductrice de l’espagnol et notamment de l’Argentine Mariana Enriquez. Propre, roman de l'autrice chilienne Alia Trabucco Zerán, qu'elle a traduit de l'espagnol, obtient le prix Femina Étranger 2024.

#### Enseignement
Elle est chargée de cours à Sciences-Pô.

### Vie privée
Après avoir séjourné à Londres et à Séville, elle s'installe à Paris. 

## Œuvres
- Un coup de corne fut mon premier baiser, roman, Ramsay, 1998.
- Seule au rendez-vous, roman, Robert Laffont, 2005. Prix du récit biographique 2005.
- Manolete, biographie, Ramsay, 2005. Ramsay poche, 2007. Au Diable Vauvert, 2010, 2018. Prix de la ville d'Hossegor 2006.
- Marilyn Monroe, biographie, Folio Biographies, 2007.
- Onze femmes, nouvelles, collectif, J'ai lu, 2008.
- Pour les siècles des siècles, nouvelles, Stock, 2008. J'ai lu, 2009.
- Le Prisonnier[12], roman, Stock, 2009. J'ai lu, 2011.
- Nation Pigalle, roman, Stock, 2011. J'ai lu, 2014.
- Trois jours à Oran[13], roman, Stock, 2014. Suivi de Le Désir et la Peur, J'ai lu, 2015, 2019.
- La Vraie Parisienne, nouvelles, J'ai lu, 2015.
- Appelez-moi Lorca Horowitz[14], roman, Stock, 2016, J'ai lu, 2019. Prix Printemps du roman 2016.
- Sur le divan, nouvelles, collectif, Stilus, 2017.
- Emmanuel Carrère, Faire effraction dans le réel, collectif, POL, 2018.
- D'origine italienne, roman, Stock, 2019. J'ai lu, 2020.
- L’Unique. Maria Casarès, biographie, Stock, 2021, J'ai lu, 2022.
- Disparition inquiétante d'une femme de 56 ans, Seuil, 2024.

## Traductions
- Les Cortèges du Diable, Germán Espinosa, Colombie, La Différence, 1996
- Évocation de Matthias Stimmberg, Alain-Paul Mallard, Mexique, Bibliophane 2003
- Le Pays que j’ai dans la peau, Gioconda Belli, Nicaragua, Bibliophane, 2003
- Les terres de mon père, Beatriz García-Huidobro, Chili, Bibliophane, 2004
- Mensonge, Enrique de Heriz, Espagne, Flammarion, 2007
- La Cathédrale de la Mer, Ildefonso Falcones, Espagne, Robert-Laffont, 2008
- Une semaine en octobre, Elizabeth Subercaseaux, roman, Chili, Flammarion, 2008.
- L'Infini dans la paume de la main, Gioconda Belli, roman, Nicaragua, Jacqueline Chambon, 2009.
- L'Enfant poisson, Lucía Puenzo, roman, Argentine, Stock La Cosmopolite, 2010.
- Savoir perdre, David Trueba, roman, Espagne, Flammarion, 2010.
- La Malédiction de Jacinta, Lucía Puenzo, roman, Argentine, Stock La Cosmopolite, 2011.
- Les Révoltés de Cordoue, Ildefonso Falcones, roman, Espagne, Robert Laffont, 2011.
- Cœur de napalm, Clara Usón, roman, Espagne, Jean-Claude Lattès, 2012.
- La Fureur de la langouste, Lucía Puenzo, Argentine, Stock, 2012.
- Écouter, Marina Castañeda, Mexique, Robert-Laffont, 2012
- Wakolda, Lucía Puenzo, Argentine, Stock, 2013.
- Quand nous étions révolutionnaires, Roberto Ampuero, Chili, Lattès, 2013.
- La Fille de l'Est, Clara Usón, Espagne, Gallimard, 2014.
- De chair et d'os, Dolores Redondo, Espagne, Mercure de France, 2015. Folio, 2020.
- Les Trois Mariages de Manolita, Almudena Grandes, Espagne, Jean-Claude Lattès, 2016. Le livre de poche, 2020.
- Blitz, David Trueba, Espagne, Flammarion, 2016. J'ai lu, 2018.
- Ce que nous avons perdu dans le feu, Mariana Enríquez, Argentine, Éditions du sous-sol, 2017. Points, 2021.
- L'Imprimeur de Venise, Javier Azpeitia, Espagne, Jean-Claude Lattès, 2018.
- La Quatrième Dimension, Nona Fernández, Chili, Stock, 2018.
- Bientôt viendront les jours sans toi, David Trueba, Espagne, Flammarion, 2018. J'ai lu, 2020.
- Faux Calme, Maria Sonia Cristoff, Argentine, Éditions du sous-sol, 2018.
- Invisibles, Lucía Puenzo, Argentine, Stock, 2019. Le livre de poche, 2020.
- Les patients du docteur Garcia, Almudena Grandes, Espagne, Jean-Claude Lattès, 2020.
- La Face nord du cœur, Dolores Redondo, Espagne, Gallimard, Série noire, 2021.
- Notre part de nuit, Mariana Enriquez, Argentine, Éditions du sous-sol, 2021.
- L'Infini dans un roseau, Irene Vallejo, Espagne, Les Belles-Lettres, 2021.
- Les secrets de Ciempozuelos, Almudena Grandes, Espagne, Jean-Claude Lattès, 2022.
- Les saisonniers, Munir Hachemi, Espagne, Stock, 2022.
- Mal d'époque, Maria Sonia Cristoff, Argentine, Editions du sous-sol, 2022.
- Comment j'ai tué mon père, Sara Jaramillo, Colombie, Stock, 2022.
- Les dangers de fumer au lit, Mariana Enriquez, Argentine, Editions du sous-sol, 2023.
- Chef-d'œuvre, Juan Tallón, Espagne, Editions Le bruit du monde, 2023.
- Nous, les Caserta, Aurora Venturini, Argentine, Robert-Laffont, 2023.
- Feria, Ana Iris Simón, Espagne, Globe, 2023.
- Walicho, Sole Otero, Argentine, Çà et là, 2024.
- La petite sœur, Mariana Enriquez, Argentine, Editions du sous-sol, 2024.
- Propre, Alia Trabucco Zerán, Chili, Robert-Laffont, 2024. Prix Femina Étranger 2024.
- Le dernier rêve, Pedro Almodóvar, Espagne, Flammarion, 2024.
- Étincelles d'humanité, Irene Vallejo, Espagne, Les Belles-Lettres, 2024.
- Tout ira mieux, Almudena Grandes, Espagne, Jean-Claude Lattès, 2024.